# Arthur Siegel

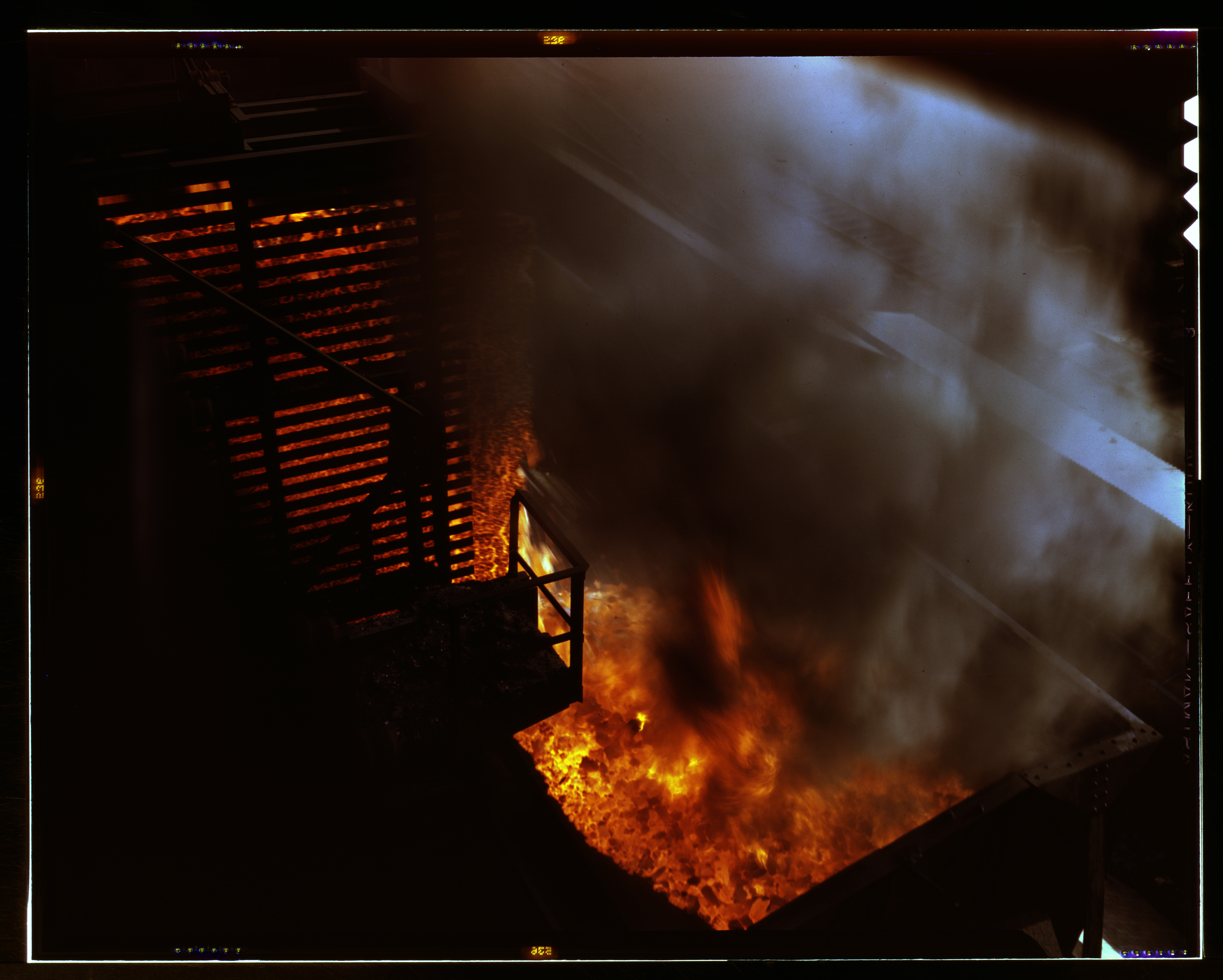
Koks při hašení, Great Lakes Steel Corporation, Detroit, Michigan, 1942

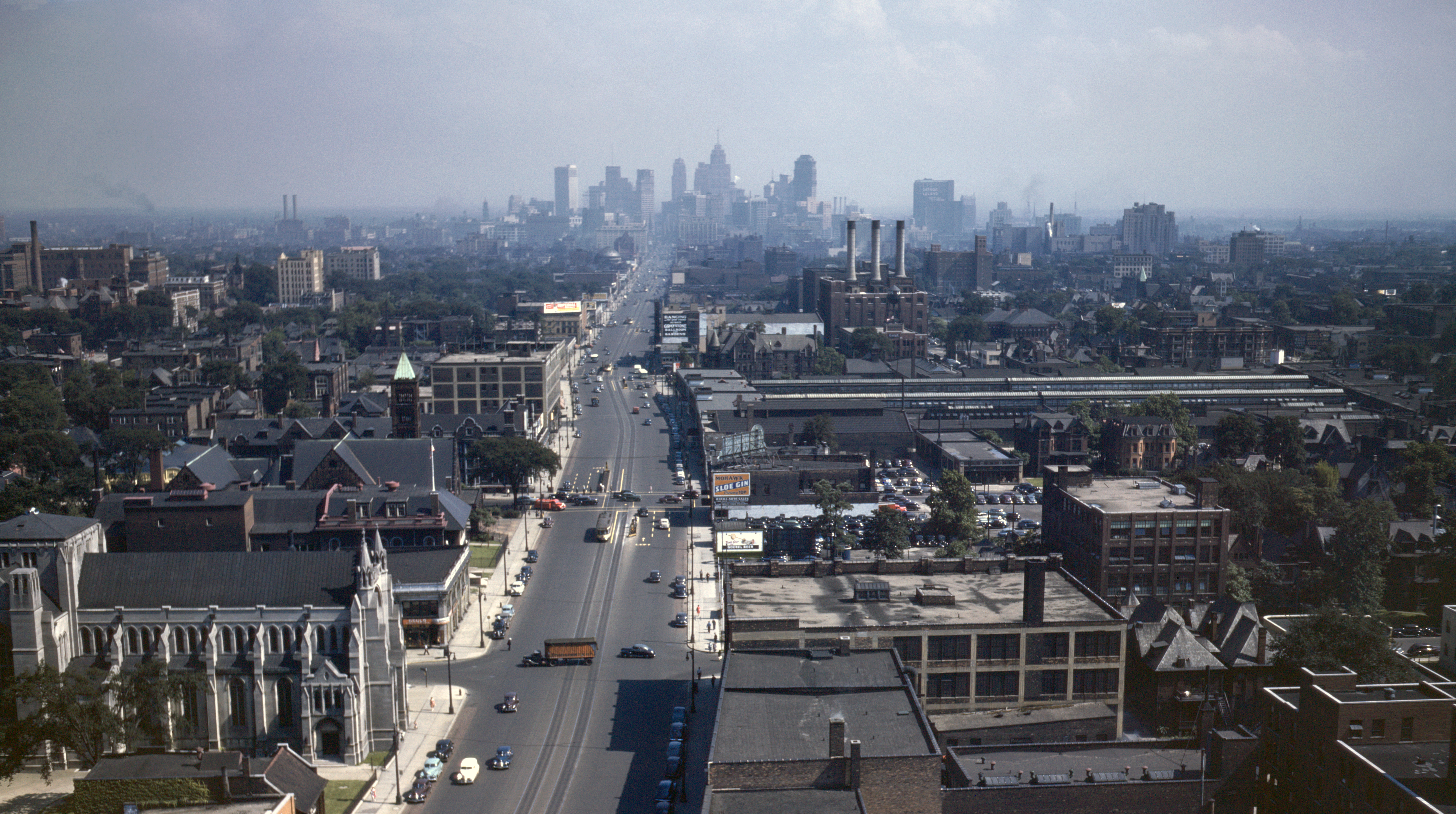
Panorama Detroitu, 1942

Arthur Siegel (2. srpna 1913, Detroit, Michigan – 1. února, 1978, Chicago, Illinois) byl americký fotograf, který pracoval pro agenturu Farm Security Administration.
Společnost FSA byla vytvořena v USA v roce 1935 v rámci New Deal. Jejím úkolem bylo v krizi pomáhat proti americké venkovské chudobě. FSA podporovalo skupování okrajových pozemků, práci na velkých pozemcích s moderními stroji a kolektivizaci. Se vstupem USA do druhé světové války však nastala změna: projekt FSA dostal jiné jméno – Office of War Informations (OWI) – a také jiný program. Ve válce musela propaganda ukazovat, jak jsou Spojené státy silné a ne jaké mají potíže. V roce 1948, kdy FSA zanikla, byla dokonce snaha pořízené dokumenty zničit, aby nemohly být použity pro propagandu komunistickou.
V období 1946–1949 a 1967–1977 působil v oblasti fotografie na Institutu designu při technické vysoké škole Illinois Institute of Technology v Chicagu.
Podílel se s Edwardem Steichenem na výstavě „Image of America“ v Muzeu moderního umění v New Yorku.